# (873) Mechthild
(873) Mechthild es un asteroide perteneciente al cinturón de asteroides descubierto el 21 de mayo de 1917 por Maximilian Franz Wolf desde el observatorio de Heidelberg-Königstuhl, Alemania.
Se desconoce la razón del nombre.